# The Boomtown Rats
The Boomtown Rats sind eine irische New-Wave-Band mit dem Leadsänger Bob Geldof, der später vor allem durch seine Aktivitäten um das Band-Aid-Projekt sowie durch die Live-Aid-Konzerte 1985 und 2005 bekannt wurde.

## Geschichte
Gegründet 1975 in Dún Laoghaire, Irland unter dem Namen Nightlife Thugs, änderten sie den Namen schon nach kurzer Zeit in The Boomtown Rats. Der neue Name entlehnte sich der Bezeichnung für die Arbeiter in den Ölfeldern in der Autobiografie von Woody Guthrie. Gründungsmitglieder waren neben Bob Geldof noch Garry Roberts (Gitarre), Gerry Cott (Gitarre), Johnnie Fingers (eigentlich John Moylett, Keyboard), Pete Briquette (eigentlich Patrick Cusack, Bass) und Simon Crowe (Schlagzeug).
Am 28. Januar 2013 kündigte Bob Geldof eine Reunion der Band an. Zum ersten Mal seit 1986 spielte die Band in Originalbesetzung wieder zusammen, und zwar auf dem Isle of Wight Festival im Juni 2013. Am 7. Juli 2013 spielten die Boomtown Rats im Vorprogramm der Toten Hosen auf dem Seenland-Festival in der Nähe von Hoyerswerda und gaben damit bisher das erste Deutschlandkonzert seit langem.

## I Don’t Like Mondays
Der größte Hit der Boomtown Rats ist I Don’t Like Mondays auf dem 1979er Album The Fine Art of Surfacing. Das Lied entstand inspiriert durch ein Schulmassaker 1979 in San Diego, Kalifornien. Damals hatte die 16-jährige Brenda Ann Spencer zwei Erwachsene einer Schule erschossen sowie acht Schüler und einen Polizisten verwundet. Ihre lapidare Antwort auf die Frage „Warum?“ lautete „Ich mag keine Montage“: “Tell me why?” – “I don’t like Mondays.”
Neben der 1978er Single Rat Trap war I Don’t Like Mondays einer von zwei Nummer-eins-Hits der Band in den britischen Charts.

## Diskografie

### Studioalben
| Jahr | Titel                     | Höchstplatzierung, Gesamtwochen, AuszeichnungChartplatzierungen (Jahr, Titel, Platzierungen, Wochen, Auszeichnungen, Anmerkungen) | Höchstplatzierung, Gesamtwochen, AuszeichnungChartplatzierungen (Jahr, Titel, Platzierungen, Wochen, Auszeichnungen, Anmerkungen) | Höchstplatzierung, Gesamtwochen, AuszeichnungChartplatzierungen (Jahr, Titel, Platzierungen, Wochen, Auszeichnungen, Anmerkungen) | Höchstplatzierung, Gesamtwochen, AuszeichnungChartplatzierungen (Jahr, Titel, Platzierungen, Wochen, Auszeichnungen, Anmerkungen) | Anmerkungen                              |
| Jahr | Titel                     | DE | AT | UK | US | Anmerkungen                              |
| ---- | ------------------------- | --- | --- | --- | --- | ---------------------------------------- |
| 1977 | The Boomtown Rats         | — | — | UK18 Silber · (11 Wo.)UK | — | Erstveröffentlichung: 17. September 1977 |
| 1978 | A Tonic for the Troops    | — | — | UK8 Platin · (44 Wo.)UK | US112 (13 Wo.)US | Erstveröffentlichung: 8. Juli 1978       |
| 1979 | The Fine Art of Surfacing | DE35 (12 Wo.)DE | — | UK7 Gold · (26 Wo.)UK | US103 (16 Wo.)US | Erstveröffentlichung: Oktober 1979       |
| 1981 | Mondo Bongo               | DE16 (14 Wo.)DE | AT19 (2 Wo.)AT | UK6 Gold · (7 Wo.)UK | US116 (8 Wo.)US | Erstveröffentlichung: 24. Januar 1981    |
| 1982 | V Deep                    | — | — | UK64 (5 Wo.)UK | — | Erstveröffentlichung: 3. April 1982      |
| 1984 | In the Long Grass         | — | — | — | US188 (4 Wo.)US | Erstveröffentlichung: 1. Dezember 1984   |
| 2020 | Citizens of Boomtown      | DE41 (1 Wo.)DE | AT73 (1 Wo.)AT | UK48 (1 Wo.)UK | — | Erstveröffentlichung: 13. März 2020      |

### Kompilationen
| Jahr | Titel                                                  | Höchstplatzierung, Gesamtwochen, AuszeichnungChartsChartplatzierungen (Jahr, Titel, Platzierungen, Wochen, Auszeichnungen, Anmerkungen) | Anmerkungen                         |
| Jahr | Titel                                                  | UK | Anmerkungen                         |
| ---- | ------------------------------------------------------ | --- | ----------------------------------- |
| 1994 | Loudmouth – The Best of Bob Geldof & The Boomtown Rats | UK10 Silber · (4 Wo.)UK | Erstveröffentlichung: 27. Juni 1994 |
| 2004 | Best Of                                                | UK43 (6 Wo.)UK | Erstveröffentlichung: Juni 2004     |

Weitere Kompilationen
- 1983: Ratrospective
- 1987: The Boomtown Rats' Greatest Hits
- 2005: 20th Century Masters: The Best of The Boomtown Rats – Millennium Collection
- 2013: Back to Boomtown: Classic Rats Hits
- 2014: So Modern – The Boomtown Rats Collection

### EPs
- 2013: Ratlife

### Singles
| Jahr | Titel Album                                        | Höchstplatzierung, Gesamtwochen, AuszeichnungChartplatzierungen (Jahr, Titel, Album, Platzierungen, Wochen, Auszeichnungen, Anmerkungen) | Höchstplatzierung, Gesamtwochen, AuszeichnungChartplatzierungen (Jahr, Titel, Album, Platzierungen, Wochen, Auszeichnungen, Anmerkungen) | Höchstplatzierung, Gesamtwochen, AuszeichnungChartplatzierungen (Jahr, Titel, Album, Platzierungen, Wochen, Auszeichnungen, Anmerkungen) | Höchstplatzierung, Gesamtwochen, AuszeichnungChartplatzierungen (Jahr, Titel, Album, Platzierungen, Wochen, Auszeichnungen, Anmerkungen) | Höchstplatzierung, Gesamtwochen, AuszeichnungChartplatzierungen (Jahr, Titel, Album, Platzierungen, Wochen, Auszeichnungen, Anmerkungen) | Anmerkungen                             |
| Jahr | Titel Album                                        | DE | AT | CH | UK | US | Anmerkungen                             |
| ---- | -------------------------------------------------- | --- | --- | --- | --- | --- | --------------------------------------- |
| 1977 | Lookin’ After No. 1 The Boomtown Rats              | — | — | — | UK11 (9 Wo.)UK | — | Erstveröffentlichung: 19. August 1977   |
| 1977 | Mary of the 4th Form The Boomtown Rats             | — | — | — | UK15 (9 Wo.)UK | — | Erstveröffentlichung: 11. November 1977 |
| 1978 | She’s so Modern A Tonic for the Troops             | — | — | — | UK12 (11 Wo.)UK | — | Erstveröffentlichung: 31. März 1978     |
| 1978 | Like Clockwork A Tonic for the Troops              | — | — | — | UK6 Silber · (13 Wo.)UK | — | Erstveröffentlichung: 9. Juni 1978      |
| 1978 | Rat Trap A Tonic for the Troops                    | — | — | — | UK1 Gold · (15 Wo.)UK | — | Erstveröffentlichung: 6. Oktober 1978   |
| 1979 | I Don’t Like Mondays The Fine Art of Surfacing     | DE6 (26 Wo.)DE | AT10 (10 Wo.)AT | CH6 (8 Wo.)CH | UK1 Gold · (15 Wo.)UK | US73 (5 Wo.)US | Erstveröffentlichung: 13. Juli 1979     |
| 1979 | Diamond Smiles The Fine Art of Surfacing           | — | — | — | UK13 (10 Wo.)UK | — | Erstveröffentlichung: 2. November 1979  |
| 1980 | Someone’s Looking at You The Fine Art of Surfacing | — | — | — | UK4 (9 Wo.)UK | — | Erstveröffentlichung: 3. Januar 1980    |
| 1980 | Banana Republic Mondo Bongo                        | DE3 (25 Wo.)DE | — | CH10 (6 Wo.)CH | UK3 Silber · (11 Wo.)UK | — | Erstveröffentlichung: 3. November 1980  |
| 1981 | Up All Night V Deep                                | DE38 (11 Wo.)DE | — | — | — | — | Erstveröffentlichung: 27. Januar 1981   |
| 1981 | The Elephants Graveyard (Guilty) Mondo Bongo       | — | — | — | UK26 (6 Wo.)UK | — | Erstveröffentlichung: 27. Januar 1981   |
| 1981 | Never in a Million Years V Deep                    | — | — | — | UK62 (4 Wo.)UK | — | Erstveröffentlichung: 5. November 1981  |
| 1982 | House on Fire V Deep                               | DE67 (1 Wo.)DE | — | — | UK24 (8 Wo.)UK | — | Erstveröffentlichung: 7. März 1982      |
| 1984 | Tonight In the Long Grass                          | — | — | — | UK73 (3 Wo.)UK | — | Erstveröffentlichung: 12. Januar 1984   |
| 1984 | Drag Me Down In the Long Grass                     | — | — | — | UK50 (5 Wo.)UK | — | Erstveröffentlichung: 14. Mai 1984      |
| 1984 | Dave In the Long Grass                             | — | — | — | UK81 (3 Wo.)UK | — | Erstveröffentlichung: 12. November 1984 |
| 1985 | A Hold of Me In the Long Grass                     | — | — | — | UK78 (2 Wo.)UK | — | Erstveröffentlichung: 26. Februar 1985  |

Weitere Singles
- 1981: Go Man Go
- 1982: Charmed Lives
- 2020: Trash Glam Baby
- 2020: There’s No Tomorrow Like Today
- 2020: Here’s a Postcard

### Videoalben
- 2005: The Boomtown Rats on Film 1976–1986: Someone’s Looking At You
- 2005: Live at Hammersmith Odeon 1978
- 2008: On a Night Like This
- 2015: Live in Germany ’78

## Auszeichnungen für Musikverkäufe
| Goldene Schallplatte - Kanada - 1980: für die Single I Don’t Like Mondays - Neuseeland - 1979: für die Single I Don’t Like Mondays | Platin-Schallplatte - Kanada - 1980: für das Album The Fine Art of Surfacing |

Anmerkung: Auszeichnungen in Ländern aus den Charttabellen bzw. Chartboxen sind in ebendiesen zu finden.
| Land/RegionAuszeichnungen für Musikverkäufe (Land/Region, Auszeichnungen, Verkäufe, Quellen) | Silber     | Gold     | Platin     | Verkäufe  | Quellen         |
| -------------------------------------------------------------------------------------------- | ---------- | -------- | ---------- | --------- | --------------- |
| Kanada (MC)                                                                                  | —          | Gold1    | Platin1    | 175.000   | musiccanada.com |
| Neuseeland (RMNZ)                                                                            | —          | Gold1    | —          | 5.000     | Einzelnachweise |
| Vereinigtes Königreich (BPI)                                                                 | 4× Silber4 | 4× Gold4 | Platin1    | 2.120.000 | bpi.co.uk       |
| Insgesamt                                                                                    | 4× Silber4 | 6× Gold6 | 2× Platin2 |           |                 |